# Gabrielsonite
La gabrielsonite è un minerale appartenente al gruppo dell'adelite-descloizite.